# San Giuda Taddeo Apostolo

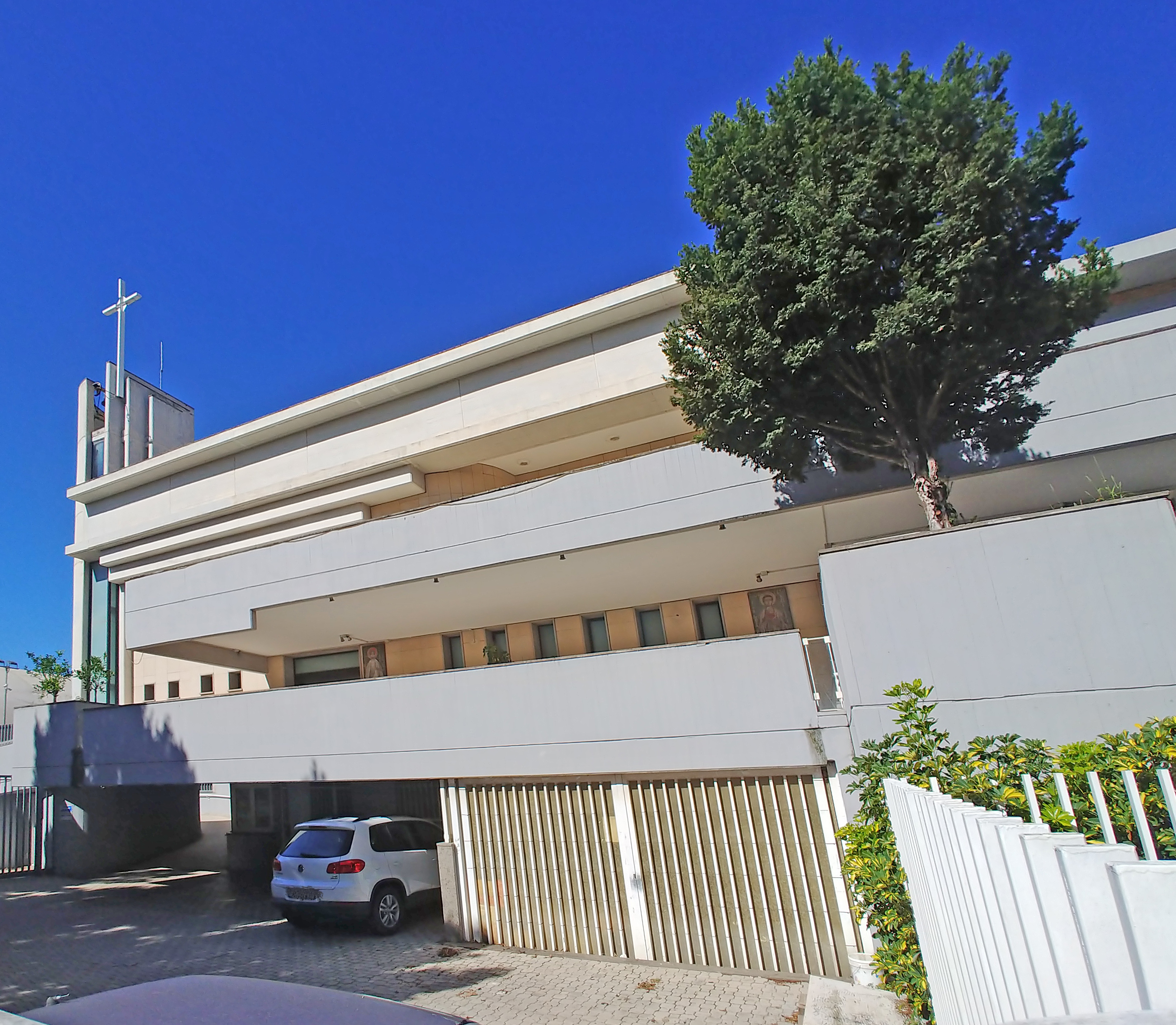
Außenansicht der Kirche

San Giuda Taddeo Apostolo ist eine römisch-katholische Kirche und Titelkirche im Quartier Appio-Latino in Rom an der Via Amedeo Crivellucci.

## Geschichte
Am 18. Mai 1960 wurde die Pfarrei mit dem Dekret Neminem sane von Kardinalvikar Clemente Micara errichtet.
Die Kirche wurde am 28. November 2020 von Papst Franziskus zur Titelkirche erhoben. Ihr erster Kardinalpriester war von 2020 bis 2021 Cornelius Sim. Aktueller Titelinhaber ist seit dem 27. August 2022 Giorgio Marengo IMC.

## Bauwerk

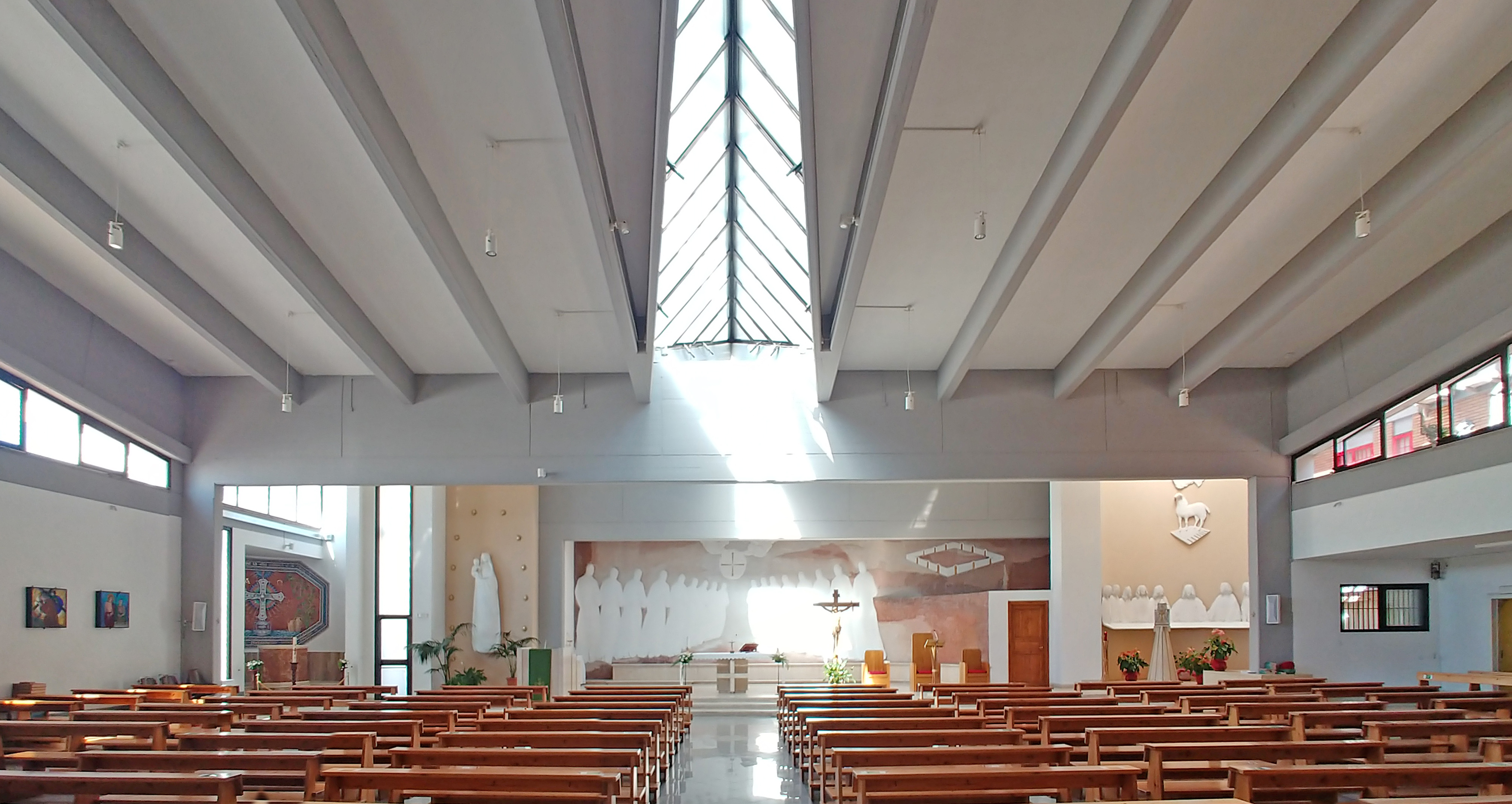
Innenraum

Die Kirche wurde von 1994 bis 1996 nach Plänen der Architekten Giuseppe Forti und Roberto Spaccasassi erbaut. Anlässlich des Jubiläumsjahres 2000 erteilte das Bistum Rom dem Künstler Oliviero Rainaldi den Auftrag, eine Reihe von Ausstattungsgegenständen für die Kirche zu schaffen:
- die Ausschmückung der Apsis mit einem kombinierten Mosaik- und Gipsrelief, das die Kapitel 7–9 aus der Offenbarung des Johannes darstellt;
- ein Hochrelief aus Gips und Messing, welches das Letzte Abendmahl darstellt;
- ein Gips-Flachrelief, das auf einer Fläche von ca. 50 m² den auferstandenen Christus darstellt;
- eine Gipsstatue, die eine Madonna mit Kind darstellt, 270 cm hoch.

Neben dem Altar befindet sich eine weitere Statue des Apostels Judas Thaddäus, der ein Tuch mit dem Antlitz Jesu in seiner Hand hält.
Auf dem Chor in der Gegenfassade befindet sich die 1950 von der Firma Zarantonello gebaute Orgel, die 2016 von Giuseppe Ponzani hierher umgesetzt wurde.